# Metallic Assault: A Tribute to Metallica
A Tribute To Metallica: Metallic Assault è un album tributo del 2000 al gruppo musicale thrash metal statunitense Metallica, composto da vari artisti.

## Tracce
|                                 | Voce            | Chitarra                                     | Basso           | Batteria         |
| ------------------------------- | --------------- | -------------------------------------------- | --------------- | ---------------- |
| 1. Battery                      | Eric A.K.       | Mike Clark                                   | Robert Trujillo | Dave Lombardo    |
| 2. Sad But True                 | Joey Belladonna | Bruce Kulick                                 | Marco Mendoza   | Eric Singer      |
| 3. Welcom Home (Sanitarium)     | Whitfield Crane | John Marshall (solista), Scott Ian (ritmica) | Tony Levin      | Mikkey Dee       |
| 4. The Unforgiven               | Doug Pinnick    | Vernon Reid                                  | Tony Franklin   | Frankie Banali   |
| 5. The Thing That Should Not Be | John Garcia     | Kurdt Vanderhoof                             | Jeff Pilson     | Jason Bonham     |
| 6. Enter Sandman                | Burton C. Bell  | John Christ                                  | Robert Trujillo | Tommy Aldridge   |
| 7. Whiplash                     | Billy Milano    | Scott Ian                                    | Phil Soussan    | Vinny Appice     |
| 8. Nothing Else Matters         | Jon Oliva       | Bob Balch                                    | Lemmy Kilmister | Gregg Bissonette |
| 9. Seek & Destroy               | Chuck Billy     | Jake E. Lee                                  | Jimmy Bain      | Aynsley Dunbar   |
| 10. For Whom The Bell Tolls     | Eric Bloom      | Al Pitrelli                                  | Tony Franklin   | Aynsley Dunbar   |